# Grand Prix Formule 1 van Duitsland 1989
De Grand Prix Formule 1 van Duitsland 1989 werd gehouden op 30 juli 1989 op de Hockenheimring.

## Uitslag
| Positie | Nummer | Rijder                | Team                  | Ronden | Tijd/Opgave         | Startplaats | Punten |
| ------- | ------ | --------------------- | --------------------- | ------ | ------------------- | ----------- | ------ |
| 1       | 1      | Ayrton Senna          | McLaren-Honda         | 45     | 1:21:43.302         | 1           | 9      |
| 2       | 2      | Alain Prost           | McLaren-Honda         | 45     | + 18.151            | 2           | 6      |
| 3       | 27     | Nigel Mansell         | Ferrari               | 45     | + 1:23.254          | 3           | 4      |
| 4       | 6      | Riccardo Patrese      | Williams-Renault      | 44     | + 1 Ronde           | 5           | 3      |
| 5       | 11     | Nelson Piquet         | Lotus-Judd            | 44     | + 1 Ronde           | 8           | 2      |
| 6       | 9      | Derek Warwick         | Arrows-Ford           | 44     | + 1 Ronde           | 17          | 1      |
| 7       | 22     | Andrea de Cesaris     | Dallara-Ford          | 44     | + 1 Ronde           | 21          |        |
| 8       | 7      | Martin Brundle        | Brabham-Judd          | 44     | + 1 Ronde           | 12          |        |
| 9       | 23     | Pierluigi Martini     | Minardi-Ford          | 44     | + 1 Ronde           | 13          |        |
| 10      | 4      | Jean Alesi            | Tyrrell-Ford          | 43     | + 2 Rondes          | 10          |        |
| 11      | 25     | René Arnoux           | Ligier-Ford           | 42     | + 3 Rondes          | 23          |        |
| 12      | 10     | Eddie Cheever         | Arrows-Ford           | 40     | Benzinesysteem      | 25          |        |
| DNF     | 8      | Stefano Modena        | Brabham-Judd          | 37     | Motor               | 16          |        |
| DNF     | 12     | Satoru Nakajima       | Lotus-Judd            | 36     | Spin                | 18          |        |
| DNF     | 16     | Ivan Capelli          | March-Judd            | 21     | Elektrisch probleem | 22          |        |
| DNF     | 15     | Maurício Gugelmin     | March-Judd            | 28     | Versnellingsbak     | 14          |        |
| DNF     | 20     | Emanuele Pirro        | Benetton-Ford         | 26     | Spin                | 9           |        |
| DNF     | 30     | Philippe Alliot       | Larrousse-Lamborghini | 20     | Olielek             | 15          |        |
| DNF     | 3      | Jonathan Palmer       | Tyrrell-Ford          | 16     | Motor               | 19          |        |
| DNF     | 28     | Gerhard Berger        | Ferrari               | 13     | Spin                | 4           |        |
| DNF     | 36     | Stefan Johansson      | Onyx-Ford             | 8      | Oververhitting      | 24          |        |
| DNF     | 19     | Alessandro Nannini    | Benetton-Ford         | 6      | Elektrisch probleem | 7           |        |
| DNF     | 5      | Thierry Boutsen       | Williams-Renault      | 4      | Botsing             | 6           |        |
| DNF     | 21     | Alex Caffi            | Dallara-Ford          | 2      | Motor               | 20          |        |
| DNF     | 29     | Michele Alboreto      | Larrousse-Lamborghini | 1      | Elektrisch probleem | 26          |        |
| DNF     | 26     | Olivier Grouillard    | Ligier-Ford           | 0      | Versnellingsbak     | 11          |        |
| DNQ     | 24     | Luis Perez-Sala       | Minardi-Ford          |        |                     |             |        |
| DNQ     | 37     | Bertrand Gachot       | Onyx-Ford             |        |                     |             |        |
| DNQ     | 38     | Christian Danner      | Rial-Ford             |        |                     |             |        |
| DSQ     | 39     | Volker Weidler        | Rial-Ford             |        |                     |             |        |
| DNPQ    | 41     | Yannick Dalmas        | AGS-Ford              |        |                     |             |        |
| DNPQ    | 17     | Nicola Larini         | Osella-Ford           |        |                     |             |        |
| DNPQ    | 40     | Gabriele Tarquini     | AGS-Ford              |        |                     |             |        |
| DNPQ    | 18     | Piercarlo Ghinzani    | Osella-Ford           |        |                     |             |        |
| DNPQ    | 31     | Roberto Moreno        | Coloni-Ford           |        |                     |             |        |
| DNPQ    | 32     | Pierre-Henri Raphanel | Coloni-Ford           |        |                     |             |        |
| DNPQ    | 33     | Gregor Foitek         | EuroBrun-Judd         |        |                     |             |        |
| DNPQ    | 35     | Aguri Suzuki          | Zakspeed-Yamaha       |        |                     |             |        |

## Wetenswaardigheden
- In de pre-kwalificaties versloeg Michele Alboreto (Larrousse) Yannick Dalmas (AGS) met slechts 0,001 seconde.

## Statistieken
| Pole-position | Ayrton Senna | McLaren-Honda | 1:42.300 |
| Snelste ronde | Ayrton Senna | McLaren-Honda | 1:45.884 |

1931 · 1932 · 1934 · 1935 · 1936 · 1937 · 1938 · 1939 · 1951 · 1952 · 1953 · 1954 · 1956 · 1957 · 1958 · 1959 · 1961 · 1962 · 1963 · 1964 · 1965 · 1966 · 1967 · 1968 · 1969 · 1970 · 1971 · 1972 · 1973 · 1974 · 1975 · 1976 · 1977 · 1978 · 1979 · 1980 · 1981 · 1982 · 1983 · 1984 · 1985 · 1986 · 1987 · 1988 · 1989 · 1990 · 1991 · 1992 · 1993 · 1994 · 1995 · 1996 · 1997 · 1998 · 1999 · 2000 · 2001 · 2002 · 2003 · 2004 · 2005 · 2006 · 2008 · 2009 · 2010 · 2011 · 2012 · 2013 · 2014 · 2016 · 2018 · 2019